# アリオ加古川
- セブン&アイ・ホールディングス
  - イトーヨーカ堂 > アリオ > アリオ加古川
  - セブン&アイ・クリエイトリンク > アリオ > アリオ加古川

アリオ加古川（アリオかこがわ）は、兵庫県加古川市に立地するセブン&アイ・ホールディングス傘下のセブン&アイ・クリエイトリンクが運営する大型ショッピングセンターである。旧称は「グリーンプラザべふ」。

## 概要
山陽電鉄別府駅の南側に位置している。周辺にはアリオ加古川を所有している多木化学株式会社が土地を多く所有しており、DCMやユニクロ、スターバックスコーヒーなどがある。また、中核店舗であるイトーヨーカドー加古川店は、兵庫県に初めて出店したイトーヨーカドーの店舗であり、2022年3月現在イトーヨーカドーの最西端店舗となっている。
2021年（令和3年）10月28日にアリオ加古川としてリニューアルオープン。「アリオ」としては全国で19店舗目。また、近畿地方への出店は3店舗目、兵庫県への出店は初めて。キャッチコピーは「まちにまった、街になる。」。
2022年（令和4年）3月25日に、無印良品、サーティワンアイスクリーム、ロフトがオープンし、グランドオープンした。

## 沿革

### グリーンプラザべふ時代
- 1988年（昭和63年）2月25日 - 開業[1]。
- 2008年（平成20年）- 大規模改装を実施。
- 2021年（令和3年） - 閉業。

### アリオ加古川時代
- 2021年（令和3年）10月28日 - 13年ぶりの大規模改装。アリオ加古川にリニューアル[2]。
- 2022年（令和4年）3月25日 - グランドオープン[3]。

## テナント

### アリオモール 3F
- ガチャマンボウ
- 楽天モバイル
- ペットランド ピースワン
- 子ども図書館
- ラ・パステル
- 大貫堂印房
- 手芸の丸十
- くまざわ書店
- ヨークカルチャーセンター
- 柊や眼鏡
- ニトリ デコホーム
- ハローズガーデン

### アリオモール 2F
- 加古川えがお歯科
- マックハウス
- Rosage by ensoleille
- メンズクリア
- T’s collection
- DAISO
- OWNDAYS
- アンソレイユ
- ジュリア・オージェ
- 鈴乃屋
- ハニーズ
- 三井住友銀行
- グッズマーケット

### アネックス館 2F
- ストラッシュ
- カーブス
- 国際トラベル
- 買取大吉
- イレブンカット
- リラックス

### スポーツ館 2F
- スポーツデポ

### アリオモール 1F
- サーティワンアイスクリーム
- ロフト
- 無印良品
- バーガーキング
- 中華そば八角
- たこの壺
- 漁連の魚屋
- 八百屋のてっぺん
- onnematka shoes
- サブウェイ
- maru.
- ショップ刻
- レフボン
- エステール
- セルレ
- ママのリフォーム
- ビアードパパの作りたて工房
- タリーズコーヒー
- ペッパーランチ
- マクドナルド
- ケンタッキーフライドチキン
- はなまるうどん

### アネックス館 1F
- 佐藤貴美枝 ニットソーイングクラブ
- ダイヤクリーニング
- サイクルベース あさひ

### スポーツ館 1F
- ゴルフ5

### グリーンマート
- Tascata Sorte
- 御座候
- ミスタードーナツ
- お菓子の専門店 もりた
- 中川食品
- 和牛いぐち
- さかなや
- flower shop misumi
- お肉の日の出
- 初田食鶏

## 交通アクセス

### 自家用車
- 国道250号線（明姫幹線）壱丁田交差点を南へ700m
- 国道2号線 新在家交差点を南へ2.8km
- 県道718号線（旧浜国道）別府交差点を北へすぐ

### 公共交通機関
- 山陽電鉄別府駅下車 南へ徒歩5分